# Herilda Balduíno
Herilda Balduíno de Sousa é uma advogada e militante dos Direitos Humanos brasileira, natural de Patos de Minas.
Mudou-se para Brasília logo depois da fundação da cidade. Foi advogada da Comissão Pastoral da Terra (CPT) e atuou no processo judicial sobre o assassinato do Padre Josino. Assumiu em 2006 a presidência da Associação Brasileira de Mulheres de Carreira Jurídica (ABMCJ). Representou o Brasil na Conferência Mundial dos Direitos Humanos, em Viena, e na Conferência Mundial da População, no Cairo. Integrou ainda o Comitê Brasileiro Preparatório da IV Conferência Mundial da Mulher, em Pequim.
Foi uma das ganhadoras da primeira edição do Diploma Bertha Lutz do Senado Federal, em 2002.